# Bassin de Tim Mersoï
Le bassin de Tim Mersoï se trouve à l'est de la faille d'Arlit, au nord du Niger. Ses horizons du Carbonifère (Arlit et Akouta) et du Jurassique (Imouraren) recèlent les principaux gisements d'uranium du pays. La formation de Moradi, qui est le banc du Permien supérieur, est particulièrement riche en fossiles. C'est une succession de strates composées de limons et de brèches chargées en oxydes de fer, qui leur donnent leur couleur rouge. Les bancs rougeâtres de Moradi se sont déposés dans un bassin affaissé à l'ouest du Massif de l'Aïr. Les modèles paléogéographiques placent le bassin de Tim Mersoi à la fin du Permien entre Gondwana et Laurasia, à 15° au sud de l'équateur, ce qui détermine un climat tropical humide au nord, et un climat désertique au sud. Cette hypothèse est confirmée par l'analyse des fossiles de  vertébrés et des paléosols de la formation de Moradi.